# Zelotes surekhae
Zelotes surekhae är en spindelart som beskrevs av Benoy Krishna Tikader och Gajbe 1976. Zelotes surekhae ingår i släktet Zelotes och familjen plattbuksspindlar. Inga underarter finns listade i Catalogue of Life.